# 포항중앙여자고등학교
포항중앙여자고등학교(浦項中央女子高等學校)는 대한민국 경상북도 포항시 북구 우현동에 위치한 사립 고등학교이다.

## 학교 연혁
- 1977년 12월 20일 : 설립자 김병관 선생 학교 부지 30,000평 확보
- 1982년 4월 19일 :  '학교법인 향산학원'  설립 허가(개교기념일)
- 1985년 12월 30일 : 포항중앙여자고등학교 설립 인가(18학급)
- 1986년 3월 1일 : 초대 교장 정주영 선생 취임
- 1986년 10월 16일 : 교지 '鄕脈' 창간호 발간
- 1989년 2월 10일 : 제1회 졸업식 거행(6학급 317명)
- 1993년 1월 27일 : 학급 증설 인가(30학급)
- 2003년 7월 23일 :  '학교법인 향산교육재단'  으로 명칭 변경
- 2005년 11월 25일 :  '향산 역사관'  개관
- 2020년 2월 17일 : 경상북도교육청 SW교육 선도학교 3년 연속 선정
- 2023년 2월 1일 : 경상북도교육청 인공지능(AI)교육 선도학교 3년 연속 선정
- 2023년 2월 2일 : 제35회 졸업식 거행(9학급 186명, 졸업생 누계 12,564명)
- 2023년 3월 2일 : 제38회 입학식 거행(9학급 205명)
- 2023년 3월 8일 : 경상북도교육청 수학나눔학교 4년 연속 선정
- 2023년 9월 1일 : 제12대 교장 오상환 선생 취임

## 참고 자료
- 포항중앙여자고등학교 - 한국교육학술정보원 학교알리미